# Султонов, Шухрат Музафарович
Шухрат Музафарович Султонов (род. 23 мая 1951, Душанбе) — таджикский дипломат, политолог. Доктор политических наук (2006).

## Биография
Родился 23 мая 1951 года в Душанбе. В 1973 году окончил Таджикский политехнический институт, инженер-электрик. Высшие дипломатические курсы МИД России. Кандидат экономических наук. Доктор политических наук.
В 1973—1975 годах — инженер, главный механик строительного управления.
В 1975—1978 годах — на комсомольской работе в Ленинабадская горкоме и обкоме ЛКСМТ.
В 1978—1981 годах — инструктор, ответственный организатор, заведующий сектором Поволжья ЦК ВЛКСМ.
В 1981 году — инспектор ЦК Компартии Таджикистана.
С сентября 1981 по апрель 1986 — 1-й секретарь ЦК ЛКСМТ.
В 1986—1987 годах — 1-й секретарь Центрального райкома Душанбе.
В 1987—1990 годах — слушатель Академии общественных наук при ЦК КПСС.
В 1990—1991 годах — заведующий отделом организационно-партийной и кадровой работы ЦК Компартии Таджикистана.
В 1999—2001 годах — заместитель председателя исполкома-исполнительный секретарь СНГ — директор департамента отраслевых программ и технических стандартов зоны свободной торговли.
Со 2 октября 2001 по 13 декабря 2003 года — руководитель Исполнительного Аппарата Президента Республики Таджикистан.
С 13 декабря 2003 по 2010 год — Чрезвычайный и Полномочный Посол Таджикистана в Турции.
С 7 декабря 2010 года — Чрезвычайный и Полномочный Посол Таджикистана в Киеве (Украина).
С февраля 2016 года — профессор факультета глобальных процессов МГУ имени М. В. Ломоносова.

## Награды
- Орден «За заслуги» III степени (15 декабря 2011 года, Украина) — за значительный вклад в развитие украинско-таджикских межгосударственных отношений[2].
- Орден Дружбы народов.